# Хрест «Pro Benemerenti»
Хрест «Pro Benemerenti» — почесна нагорода Ватикану за довголітні і особливі заслуги перед Католицькою церквою.

## Історія
Медаль «Pro Benemerenti» була заснована папою Григорієм XVI у 1832 році.
Від 1925 року медаль надається як відзнака для осіб, заслужених у службі Церкві, цивільних і військових, світських і духовних.
На час заснування хрест мав три ступені: золотий, срібний та бронзовий. Папа Павло VI скасував молодші ступені, залишивши тільки золотий.

## Опис
Сучасна версія медалі «Pro Benemerenti», запроваджена папою Павлом VI — це золотий хрест у формі ромба. На реверсі видніє слово «Benemerenti» («Добре заслуженим») на тлі герба Ватикану (тіари з перехрещеними ключами). На аверсі для військових зображене погруддя папи, а для цивільних — Ісус Христос, що благословляє. Орденська стрічка жовто-білого кольору.